# Iwona Grzywa
Iwona Grzywa (* 14. Juni 1975 in Czernichów) ist eine ehemalige polnische Biathletin.
Iwona Grzywa lebt in Krakau und startete für WKS Zakopane. Mit dem Biathlonsport begann sie 1994. 1996 gab sie in Antholz ihr Debüt im Biathlon-Weltcup, wo sie 60. eines Einzels wurde. Zum Auftakt der Saison 1998/99 erreichte sie in Hochfilzen mit Platz 53 in einem Einzel ihr bestes Ergebnis in der höchsten Rennserie. Schon in ihrer ersten Saison wurde Grzywa in Ruhpolding bei den Biathlon-Weltmeisterschaften 1996 eingesetzt, wo sie mit Agata Suszka, Halina Pitoń und Anna Stera-Kustusz Elfte des Mannschaftsrennens wurde. Bei den Sommerbiathlon-Weltmeisterschaften 1997 in ihrer Heimat Krakau gewann sie an der Seite von Magdalena Grzywa, Adrianna Babik und Dorata Gruca hinter Weißrussland und der Slowakei mit der polnischen Staffel die Bronzemedaille. 1998 verpasste sie mit Magdalena Grzywa, Agata Suszka und Adriana Babik im Staffelrennen als Viertplatzierte knapp eine weitere Medaille. Im Sprint wurde sie 21., im Verfolgungsrennen 16. Bei den Biathlon-Europameisterschaften 1999 in Ischewsk gewann Grzywa als Startläuferin im Staffelrennen mit Aldona Sobczyk, Iwona Daniluk und Patrycja Szymura hinter der russischen und vor der norwegischen Staffel Silber. Ein Jahr später verpasste sie in Kościelisko als Sechstplatzierte mit der Staffel eine weitere Medaille. Zudem wurde sie 24. des Einzels sowie in Sprint und Verfolgung 19. Abschluss der Karriere wurden die Biathlon-Weltmeisterschaften 2000 am Holmenkollen in Oslo. Grzywa wurde 64. des Einzels, 56. des Sprints und im Verfolgungsrennen als überrundete Läuferin aus dem Rennen genommen. Im Staffelrennen wurde sie mit Polen 12.

## Biathlon-Weltcup-Platzierungen
Die Tabelle zeigt alle Platzierungen (je nach Austragungsjahr einschließlich Olympische Spiele und Weltmeisterschaften).
- 1.–3. Platz: Anzahl der Podiumsplatzierungen
- Top 10: Anzahl der Platzierungen unter den ersten zehn (einschließlich Podium)
- Punkteränge: Anzahl der Platzierungen innerhalb der Punkteränge (einschließlich Podium und Top 10)
- Starts: Anzahl gelaufener Rennen in der jeweiligen Disziplin

| Platzierung         | Einzel | Sprint | Verfolgung | Massenstart | Team | Staffel | Gesamt |
| ------------------- | ------ | ------ | ---------- | ----------- | ---- | ------- | ------ |
| 1. Platz            |        |        |            |             |      |         |        |
| 2. Platz            |        |        |            |             |      |         |        |
| 3. Platz            |        |        |            |             |      |         |        |
| Top 10              |        |        |            |             |      |         |        |
| Punkteränge         |        |        |            |             | 1    | 3       | 4      |
| Starts              | 10     | 13     | 2          |             | 1    | 4       | 30     |
| Stand: Karriereende |        |        |            |             |      |         |        |